# Baeotus aeilus
Baeotus aeilus är en fjärilsart som beskrevs av Pieter Cramer 1782. Baeotus aeilus ingår i släktet Baeotus och familjen praktfjärilar. Inga underarter finns listade i Catalogue of Life.

## Bildgalleri

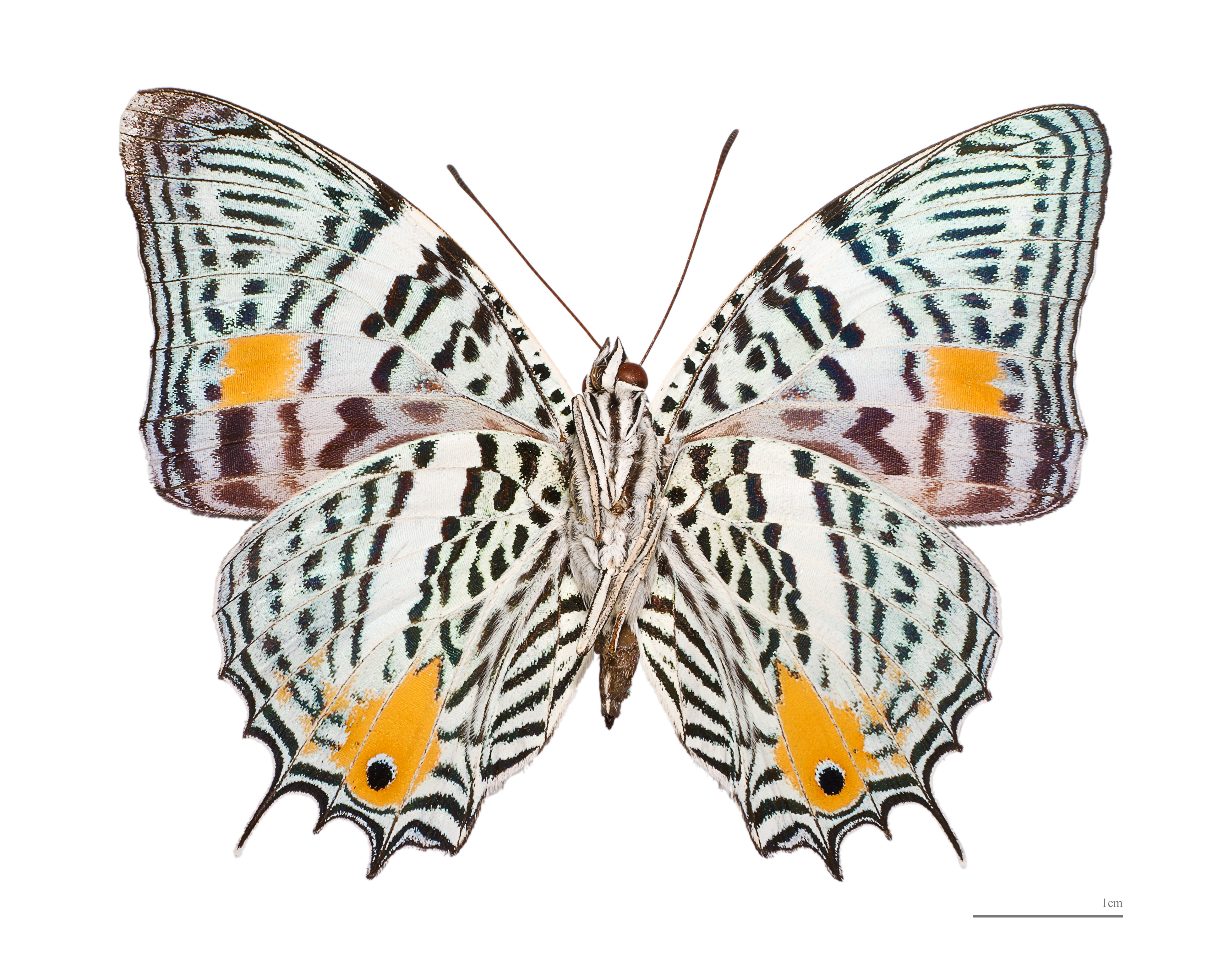
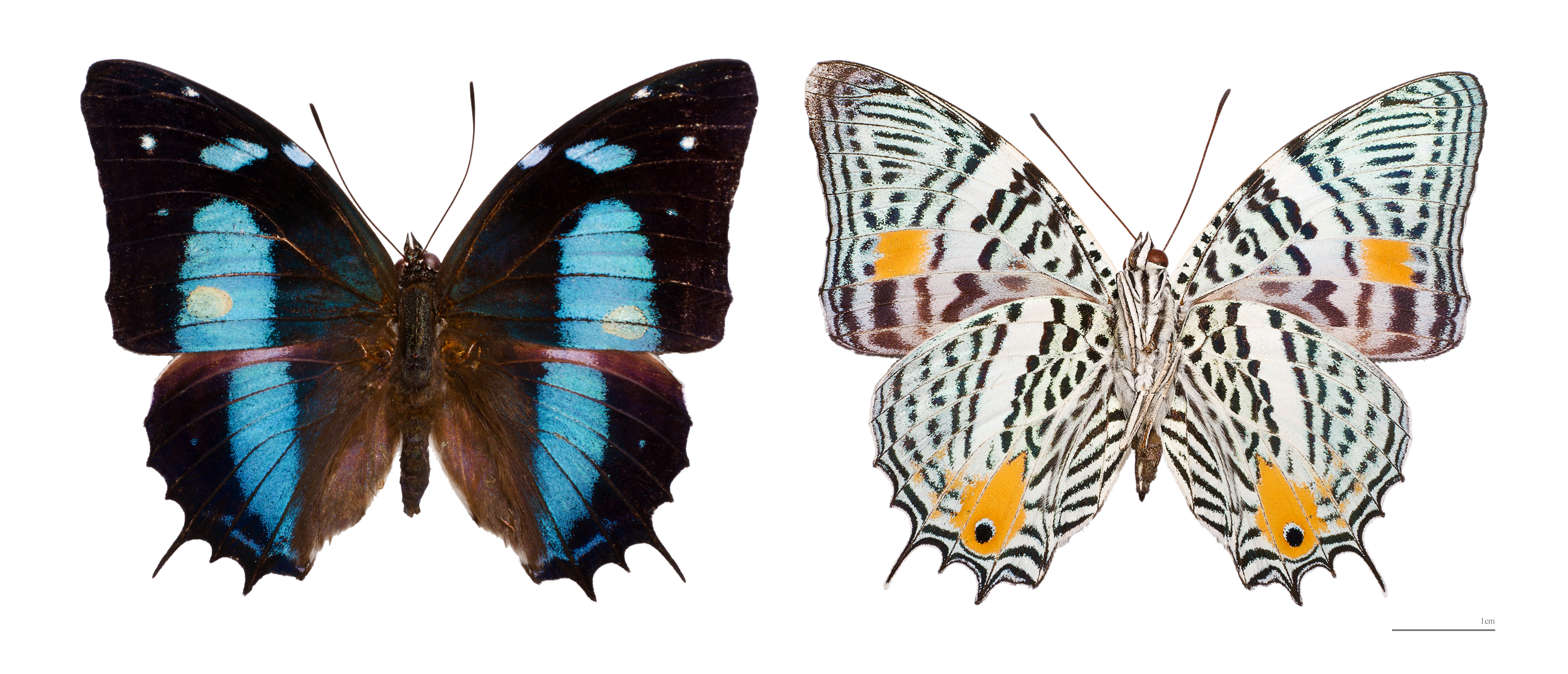
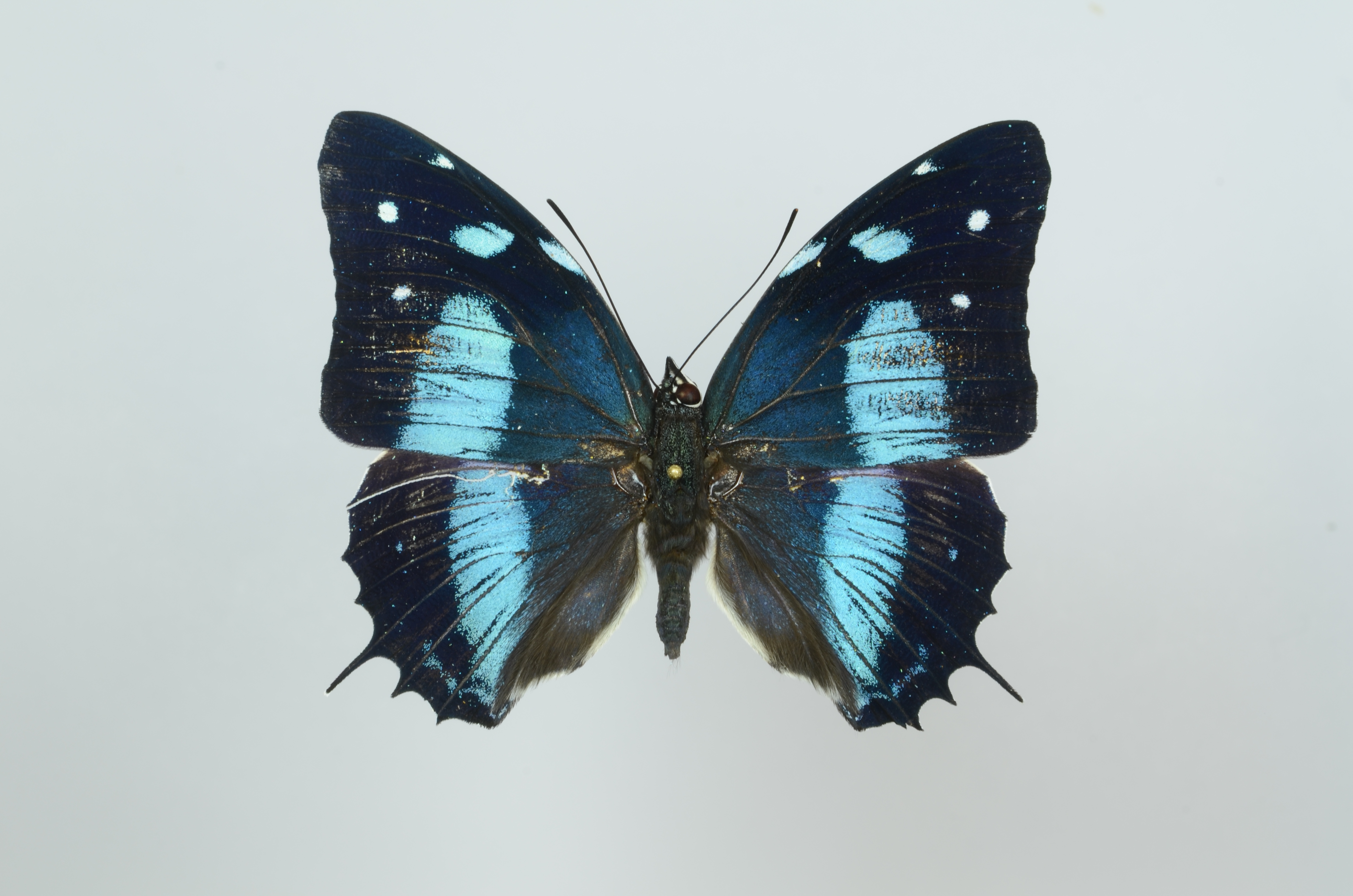
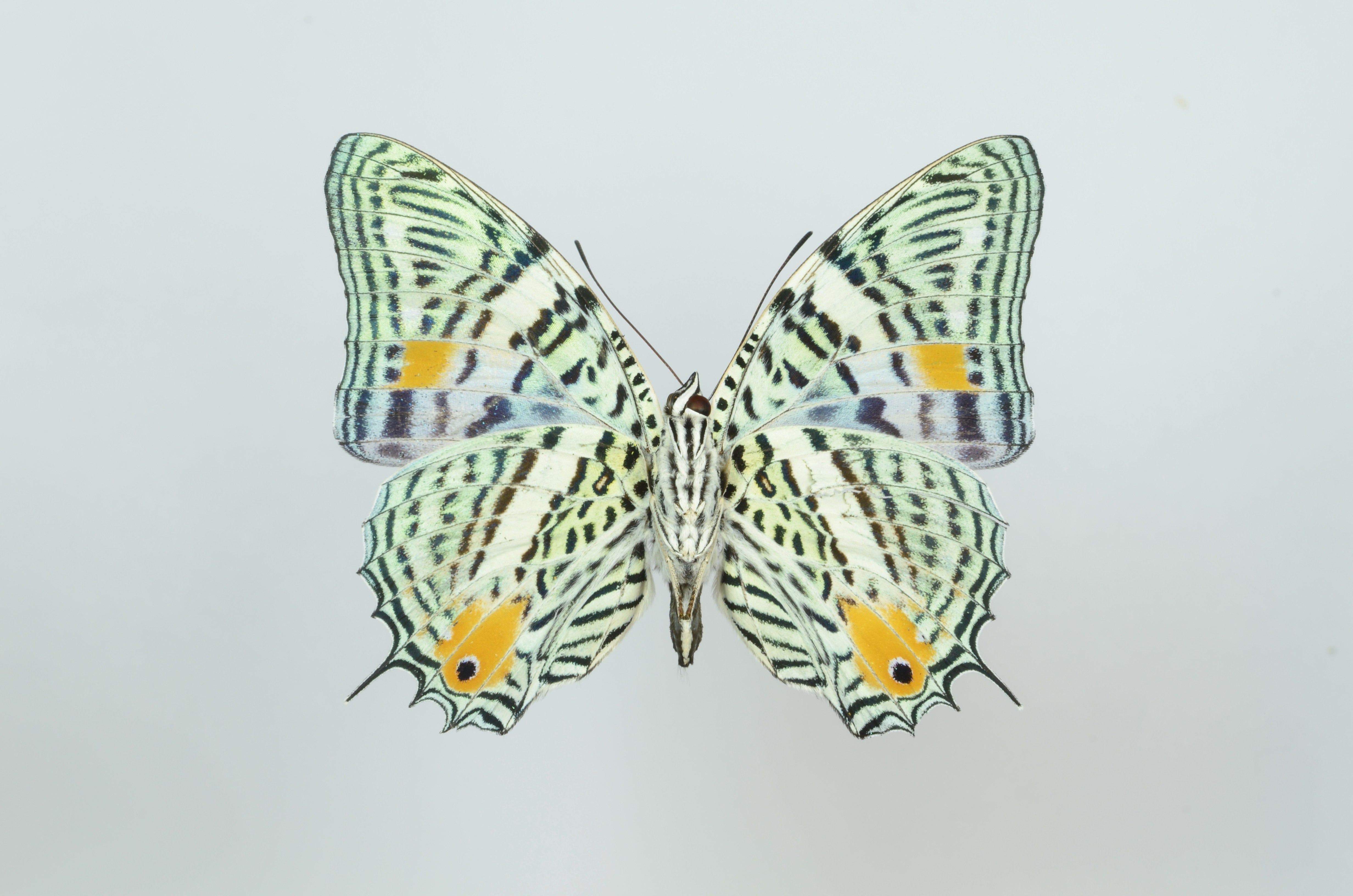
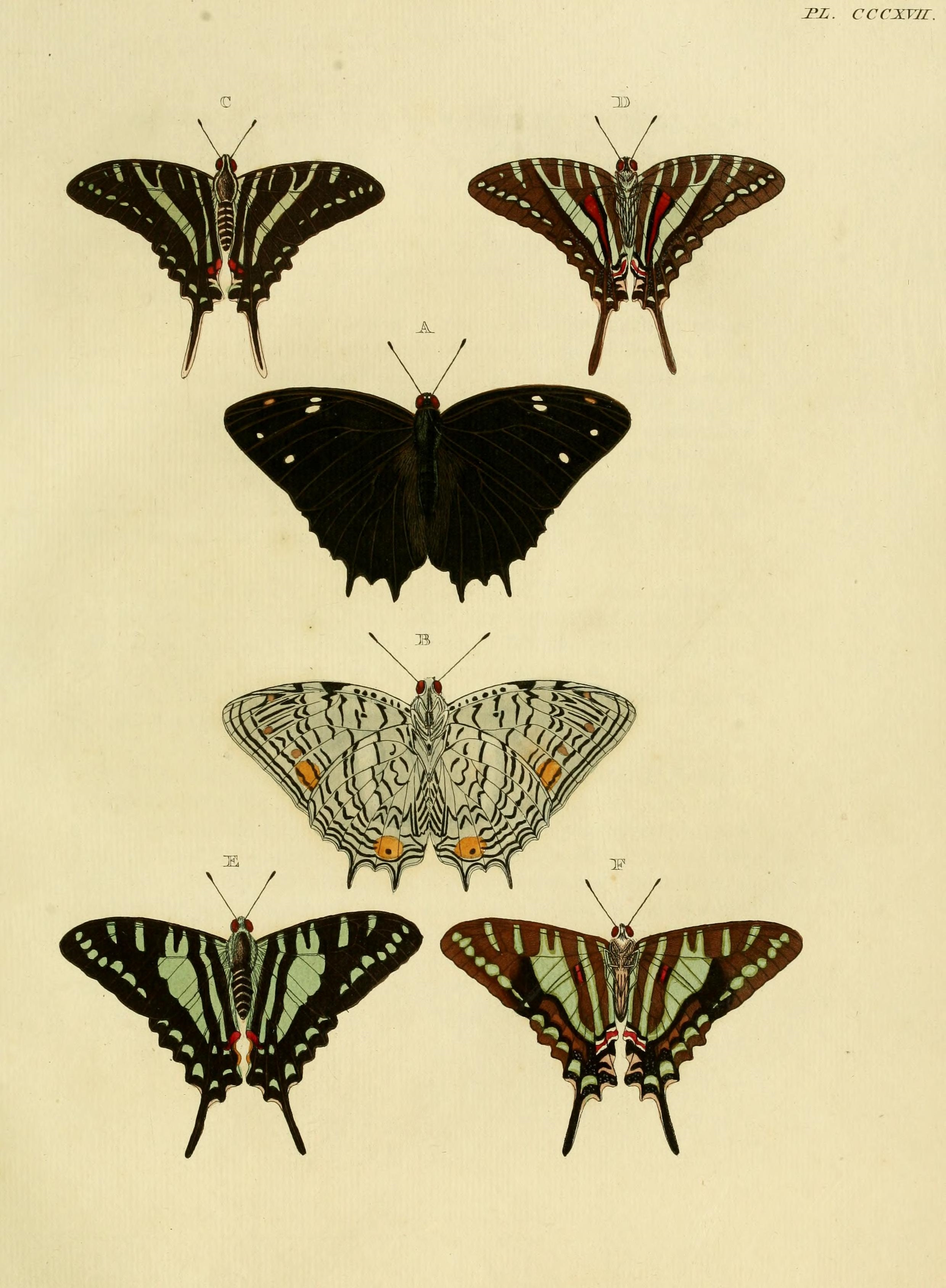